# Mitsubishi ASX
O Mitsubishi ASX, também chamado de Mitsubishi RVR, é um utilitário esportivo compacto da Mitsubishi Motors. Em abril de 2010 a Mitsubishi anunciou que cederia a plataforma do ASX para o desenvolvimento de modelos pela Peugeot e a Citroën.
Algumas versões são equipadas com transmissão continuamente variável (Câmbio CVT).

## Galeria
- Primeira geração (1991-1997)
- Segunda geração (1997-2002)
- Terceira geração (2007-presente)